# Alto Jequitibá
Alto Jequitibá é um município brasileiro do estado de Minas Gerais, situado na Zona da Mata Mineira.

## Turismo

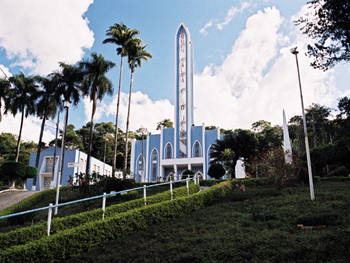
1ª Igreja Presbiteriana em Alto Jequitibá

O balneário da Cachoeira das Andorinhas fica a poucos quilômetros da sede(na entrada de chão que dá acesso à entrada do Parque Nacional do Caparaó) e é um dos locais mais visitados da região.
Não poderia ser diferente. Esta área particular possui uma infinidade de recursos naturais preservados e de uma beleza espetacular. São vários hectares de matas e uma sucessão de quedas d'água e piscinas naturais.
Entre a Mata Atlântica, há várias trilhas demarcadas. As caminhadas não oferecem muita dificuldade e podem durar pouco mais de 30 minutos. Cada via leva a uma cachoeira diferente. 
As águas são cristalinas e o leito do manancial possui muitas pedras, que formam até grutas. Além de muita natureza, o local oferece uma das melhores infraestruturas da região, com bar, restaurante, churrasqueiras, área esportiva e estacionamento.
A visitação é mais intensa no verão e é cobrada uma pequena taxa de acesso. Do balneário ao parque, há um belo trajeto entre os vales e montanhas da cordilheira,  percurso que faz a alegria de trilheiros, ciclistas, cavaleiros e amantes do off-road.O Aeromodelismo, vem se tornando chave na cidade, o campo de aviação é o local ideal para a pratica deste hobby. Já para os praticantes de esportes radicais, a rampa da Serra dos Tavares é uma boa opção para a prática de voo livre. 
No cenário religioso destaca-se a presença das igrejas Presbiteriana e Católica.
O prédio do antigo internato do Colégio Evangélico, onde hoje funciona o Museu do Colégio Evangélico, possui fotos antigas em painéis de madeira talhadas pelo primeiro fotógrafo da cidade, Antônio Zavatário; e um acervo rico em materiais usados quando o Colégio Evangélico estava em pleno funcionamento.

### Datas e eventos festivos
- Semana Santa
- Festas Juninas
- Semana da Pátria
- Dia da cidade (21 de outubro)
- Trilha da Independência
- Festa do Carro de boi